# Kanton Tarascon
Kanton Tarascon (fr. Canton de Tarascon) je francouzský kanton v departementu Bouches-du-Rhône v regionu Provence-Alpes-Côte d'Azur. Skládá se z pěti obcí.

## Obce kantonu
- Boulbon
- Mas-Blanc-des-Alpilles
- Saint-Étienne-du-Grès
- Saint-Pierre-de-Mézoargues
- Tarascon